# Zeuxo fresii
Zeuxo fresii är en kräftdjursart som beskrevs av Jürgen Sieg 1980. Zeuxo fresii ingår i släktet Zeuxo och familjen Tanaidae. Inga underarter finns listade i Catalogue of Life.